# Збройний інцидент у Путні 6 липня 1940 року
Збройний інцидент у Путні (рум. Incidentul armat de la Putna), що стався 6 липня 1940 року — це була військова акція, проведена в районі Путнянського монастиря підрозділами 25-ї розвідувальної кавалерійської групи зі складу 25-ї піхотної дивізії та розвідувальної роти 48-го піхотного полку, під командуванням капітана Йоана Тоби, проти радянського підрозділу, який перетнув лінію демаркації, встановлену для Королівства Румунія ультиматумом від 26 червня 1940 року.
Метою радянської дії було включення території релігійного об'єкта до складу Української РСР. Входження військовослужбовців Червоної армії на територію на південь від нового радянсько-румунського кордону викликало збройну відповідь з боку румунських військових, яка згодом була офіційно засуджена румунською владою.
У контексті евакуації та офіційної передачі Бессарабії, Північної Буковини та краю Герца Радянському Союзу, ця акція сприяла збереженню спірної території у складі нового кордону Королівства Румунія.